# Ambasada Rumunii w Polsce

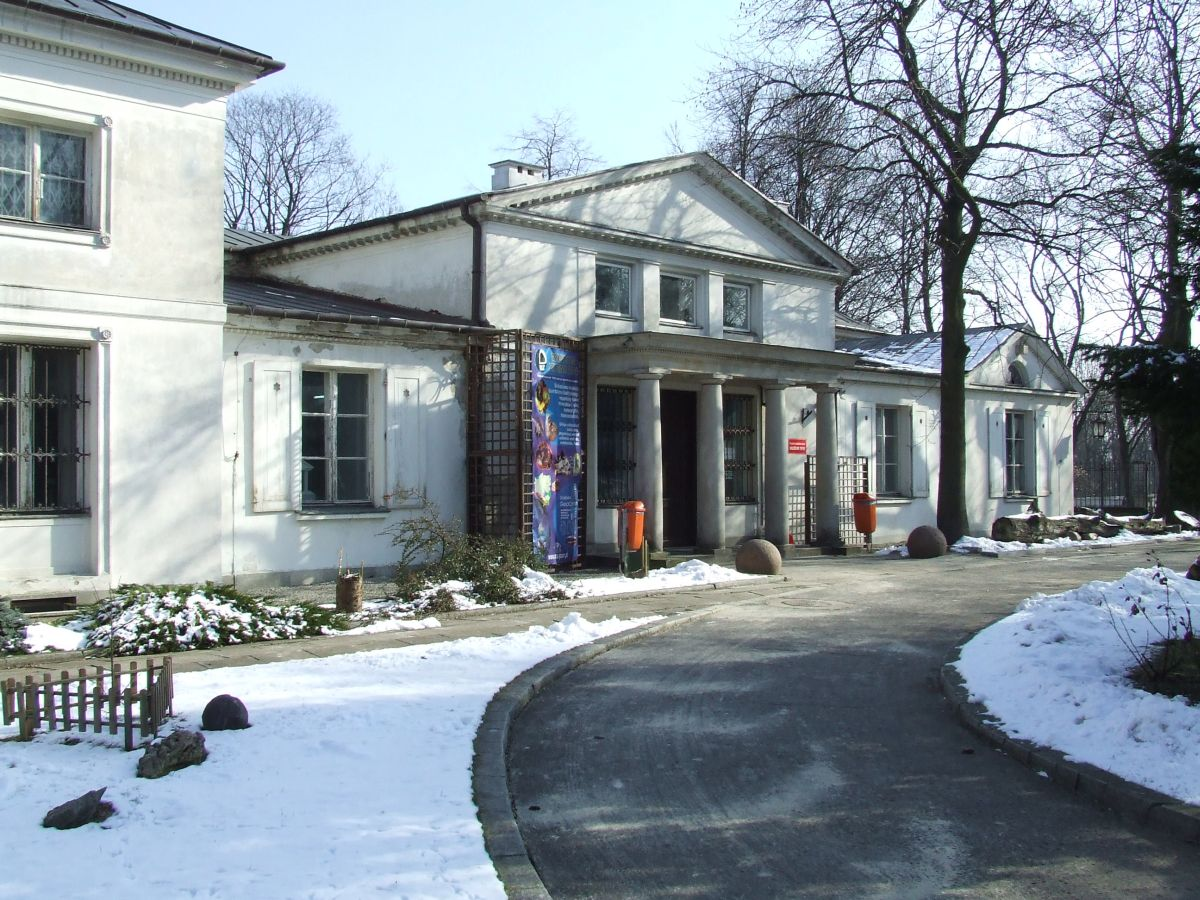
Dawna siedziba poselstwa Rumunii w pałacyku Branickich przy ul. Frascati (1919−1930)

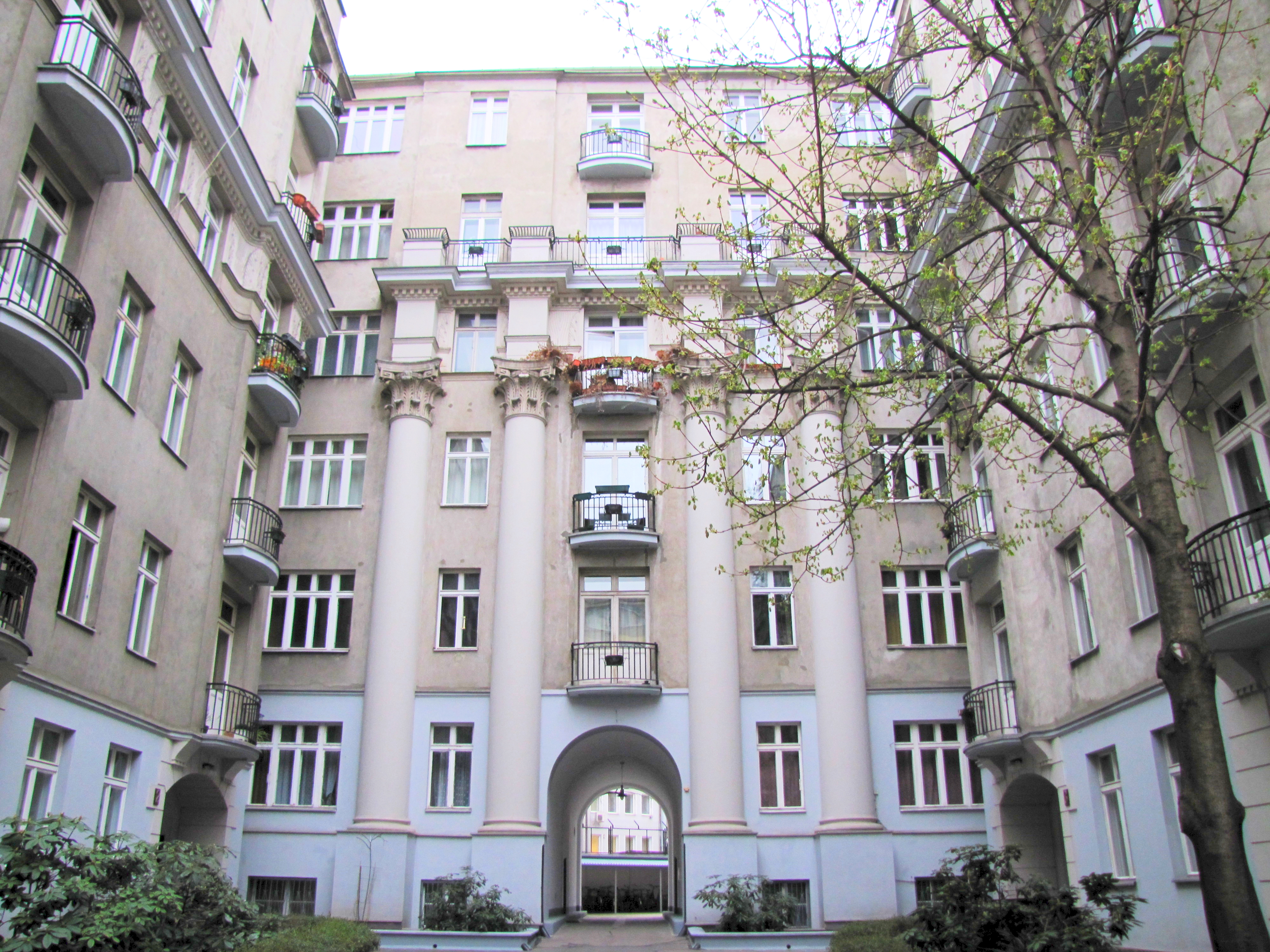
Dawna siedziba poselstwa Rumunii w kamienicy przy ul. Mokotowskiej (1932)

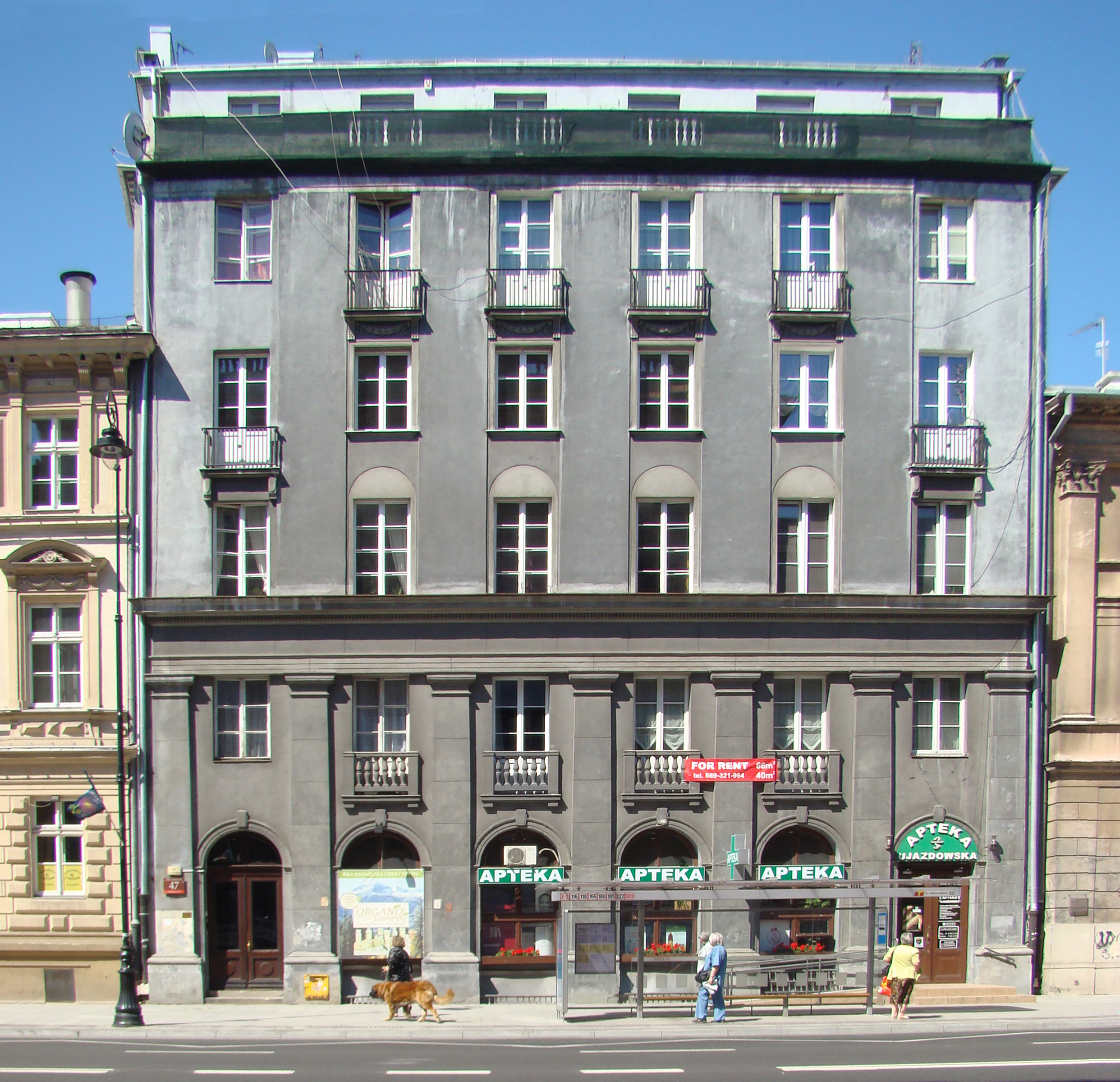
Dawna siedziba poselstwa/ambasady Rumunii w kamienicy Ericssona w Al. Ujazdowskich (1934−1938)

Ambasada Rumunii w Polsce (rum. Ambasada României în Polonă) – rumuńska placówka dyplomatyczna znajdująca się w Warszawie przy ul. Fryderyka Chopina 10.

## Podział organizacyjny
- Sekcja Polityczna (rum. Secția politică)
- Sekcja Konsularna (rum. Secția consulară)
- Biuro Promocji Handlowo-Gospodarczej (rum. Biroul de Promovare Comercial-Economică)
- Biuro Attaché Obrony (rum. Biroul Atașatului Apărării)
- Wydział Finansowy (rum. Departamentul Financiar)
- Wydział Administracyjno-Protokólarny (rum. Departamentul Administrativ și Protocol)[3]
- Rumuński Instytut Kultury (rum. Institutul Cultural Român), ul. Chopina 10
- Ośrodek Informacji Turystycznej Rumunii (rum. Centrul de Informare și Promovare a Turismului Românesc), ul. Krakowskie Przedmieście 47/51[4].

## Siedziba

### W okresie międzywojennym
Stosunki dyplomatyczne między dwoma krajami Polską i Rumunią nawiązano w 1919. Poselstwo tego kraju funkcjonowało w Hotelu Bristol przy ul. Krakowskie Przedmieście (1919), w pałacyku Branickich przy ul. Frascati – Wiejskiej 10 (1919–1930), w kamienicy przy ul. Mokotowskiej 51/53 m. 50 (1932), w kamienicy firmy „Ericsson” w Al. Ujazdowskich 47 (1933−1938), następnie w kamienicy Władysława Ławrynowicza w Al. Ujazdowskich 22 (1939), kamienica obecnie nie istnieje. W okresie wojny polsko-bolszewickiej, w sytuacji zagrożenia zajęcia Warszawy, personel poselstwa był ewakuowany okresowo (od początku sierpnia 1920) do Poznania. W 1937 podniesiono szczebel stosunków – do rangi ambasad. Rezydencja ambasadora mieściła się w kamienicy Kościelskich przy ul. Świętojańskiej 2. Zerwanie stosunków nastąpiło w 1940.
Rumunia utrzymywała też konsulat we Lwowie (1928–1940): przy pl. Mariackim 8, ob. Мiцкевича пл./Mickiewicza pł. (1928−1938), konsulat generalny

### Po II wojnie światowej
Stosunki wznowiono w 1945 na szczeblu ambasad, a Rumunia otworzyła ją w Warszawie w 1946. Następnie ambasada wraz z przedstawicielstwem Rumuńskiej Agencji Gospodarczej mieściła się w hotelu Polonia w Al. Jerozolimskich 45 (1948–1950). W 1950 władze rumuńskie wybudowały przy ul. F. Chopina 10 zespół obiektów biurowo-mieszkalnych ambasady (proj. Marcu Duiliu).
Utrzymywano również Biuro Handlowe Ambasady w Katowicach przy ul. Piastowskiej 2 (1990).
Do 1989 przy ambasadzie funkcjonowała Grupa Operacyjna Securitate.
Główny budynek ambasady został wpisany do gminnej ewidencji zabytków w 2012, a budynek mieszkalny w 2017.
W 2006 został powołany Rumuński Instytut Kultury (rum. Institutul Cultural Român) w Warszawie. Mieścił się w kamienicy Ormiańskiej przy ul. Krakowskie Przedmieście 47-51, obecnie w budynku ambasady przy ul. Chopina 10 (2014–2021). Funkcjonuje Ośrodek Informacji Turystycznej Rumunii (rum. Centrul de Informare și Promovare a Turismului Românesc), początkowo przy ul. Krakowskie Przedmieście 47/51 (2009–2013), ul. Marszałkowska 84/92 (2013–2017), obecnie przy ul. Krakowskie Przedmieście 47/51 (2023).